# Polyhymnia (planetoïde)
(33) Polyhymnia is een planetoïde in een baan om de zon, in de planetoïdengordel tussen de banen van de planeten Mars en Jupiter. Polyhymnia heeft een sterk ellipsvormige baan, die nog geen 2° helt ten opzichte van de ecliptica. Tijdens een omloop varieert de afstand tot de zon tussen de 1,920 en 3,831 astronomische eenheden.

## Ontdekking en naamgeving
Polyhymnia werd op 28 oktober 1854 ontdekt door de Franse astronoom Jean Chacornac in Parijs. Chacornac had eerder planetoïde (25) Phocaea ontdekt en zou nog vier andere planetoïden ontdekken.
Polyhymnia is genoemd naar Polyhymnia, in de Griekse mythologie de muze van de religieuze hymne.

## Eigenschappen
Polyhymnia wordt door spectraalanalyse ingedeeld bij de S-type planetoïden. S-type planetoïden hebben een relatief hoog albedo (en daarom een helder oppervlak) en bestaan grotendeels uit ijzer- en magnesiumhoudende silicaten en metalen. Polyhymnia draait in meer dan 18,6 uur om haar eigen as, wat opvallend langzaam is voor een planetoïde.